# Larry Johnson

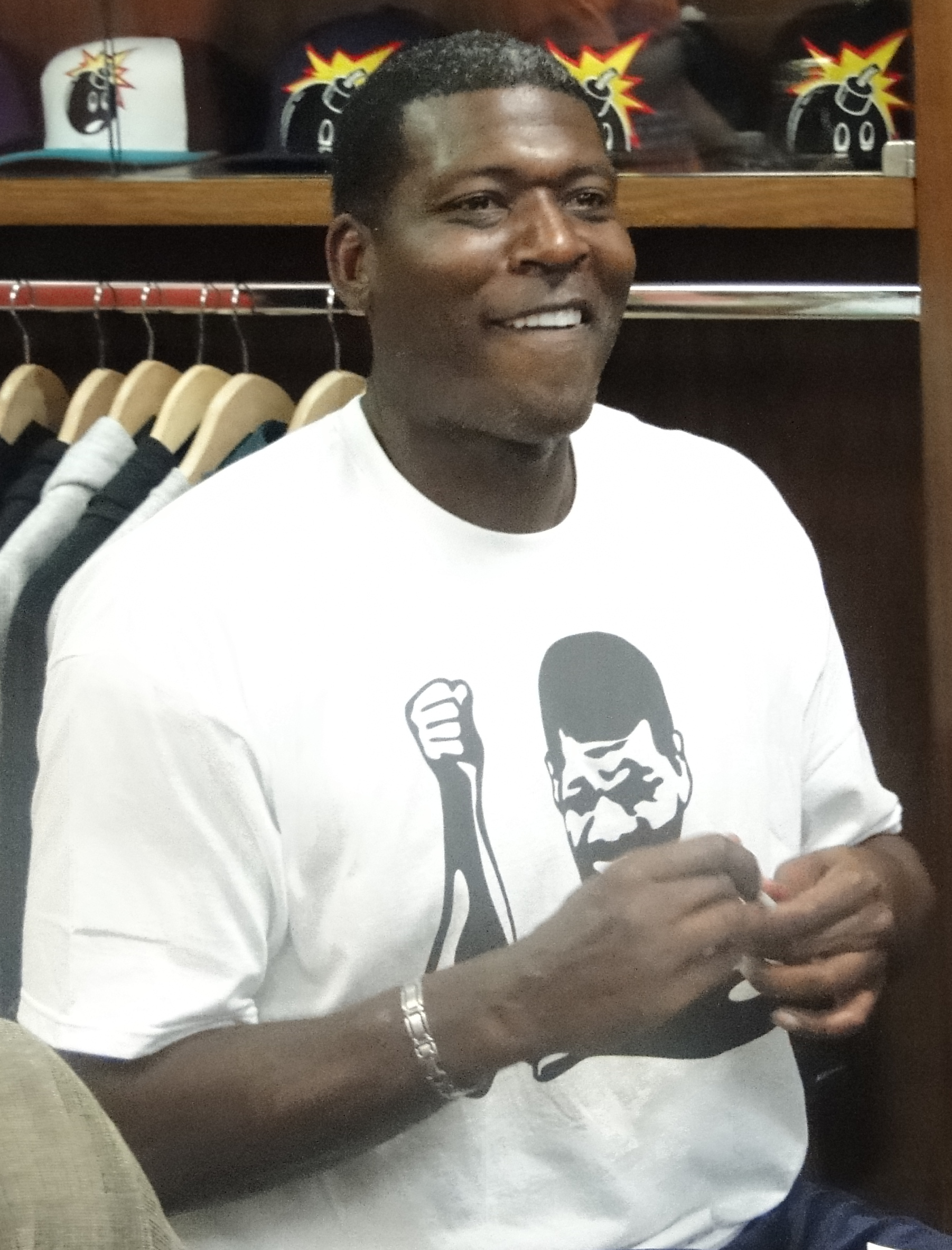
Larry Johnson, 2009.

Lawrence Demetric "Larry" Johnson, född 14 mars 1969 i Tyler i Texas, är en amerikansk före detta professionell basketspelare (PF) som tillbringade tio säsonger (1991–2001) i den nordamerikanska basketligan National Basketball Association (NBA), där han spelade för Charlotte Hornets och New York Knicks. Under sin karriär gjorde han 11 450 poäng (16,2 poäng per match), 2 298 assists och 5 300 rebounds, räddningar från att bollen ska hamna i nätkorgen, på 707 grundspelsmatcher.
Johnson draftades i första rundan i 1991 års draft av Charlotte Hornets som förste spelare totalt.
1994 ingick han i USA:s Dream Team II när de vann guld vid världsmästerskapet, som spelades i Hamilton och Toronto i Ontario i Kanada.